# Старый Тогул
Ста́рый То́гул — село в Тогульском районе Алтайского края. Административный центр Старотогульского сельсовета.

## География
Село находится в междуречье рек Уксунай (запад) и Каменушка (восток). Старый Тогул расположен в 400 м от административного центра и разделен мостом через реку Уксунай. В селе 12 улиц (Болотная, им Александра Аксёнова, им Германа Титова, Луговая, Новая, Полевая, Речная, Садовая, Советская, Трудовая, Целинная, Центральная) и 4 переулка (Береговой, им Германа Титова, Набережный, Целинный).

## История
Село было основано в 1763 году. Ранее носило названия: деревня Старо-Тогульская, деревня Тогульская, деревня Юрченкова.

## Население
| 1997  | 1998  | 1999  | 2000  | 2001  | 2002  |
| ----- | ----- | ----- | ----- | ----- | ----- |
| 1381  | ↘1372 | ↘1361 | ↘1359 | ↘1340 | ↘1288 |
| 2003  | 2004  | 2005  | 2006  | 2007  | 2008  |
| ↘1279 | ↗1280 | ↘1264 | ↘1257 | ↘1220 | ↘1173 |
| 2009  | 2010  | 2011  | 2012  | 2013  |       |
| ↘1120 | ↘1079 | ↘1075 | ↘1034 | ↘1026 |       |

## Инфраструктура
В селе имеется сельский совет, общеобразовательная школа, детский сад «Ласточка», сельский дом культуры, библиотека, фельдшерский пункт, почтовое отделение, продовольственные и хозяйственные магазины, пекарня. От села Старый Тогул до административного центра Тогул курсирует автобус. Через село проходит автодорога Р367.

## Предприятия
В селе действует ОАО «Труд», основным видом деятельности которого является «Смешанное сельское хозяйство». При предприятии функционирует пекарня.